# Mangora bimaculata
Mangora bimaculata är en spindelart som först beskrevs av O. Pickard-Cambridge 1889.  Mangora bimaculata ingår i släktet Mangora och familjen hjulspindlar. Inga underarter finns listade i Catalogue of Life.